# Ха-Мелиц
«Ха-Мелиц» (ивр. המליץ‎ — Защитник; уст. Гамелиц) — в Российской империи газета на иврите, оказавшая большое влияние на культурное развитие русско-польского еврейства. Основана в 1860 году в виде еженедельника Александром Цедербаумом и И. А. Гольдбаумом в Одессе.
Согласно заявленной журналом программе «посредничество между правительством и евреями, между просвещением и верой», «Ха-Мелиц» за первый период своего существования старался информировать читателей ο тенденциях правительства относительно распространения образования среди евреев, в то же время пытаясь устранить недоброжелательное отношение ортодоксального еврейства к просвещению вообще.

## История
Как орган, выражавший взгляды поборников просвещения, «Ха-Мелиц» сразу приобрёл известное влияние; хотя тенденция его подвергалась впоследствии некоторым колебаниям, газета тем не менее всегда оставалась прогрессивной. «Ха-Мелиц» помещал политические обозрения, корреспонденции из всех областей Российской империи, а также из-за границы; затем литературные и критико-литературные статьи, рассказы и т. д. Наиболее важным отделом «Ха-Мелиц» являлся публицистический, посвящённый вопросам внутреннего развития иудаизма. Даровитые писатели горячо и живо обсуждали в нём проблемы религиозной жизни, воспитания юношества, участия евреев в общественной жизни. По религиозным вопросам в «Ха-Мелиц» нередко брало верх реформистское течение, наиболее выдающимися представителями которого являлись поэт Л. О. Гордон (см.) и М. Л. Лилиенблюм, некоторое время состоявший фактическим редактором издания. Некоторые из статей последнего принадлежат к лучшим произведениям в области научного обоснования реформы иудаизма и в своё время произвели сильную сенсацию. «Ха-Мелиц» оказал большое влияние на развитие древнееврейской литературы; почти все выдающиеся еврейские писатели второй половины XIX века принадлежали к его сотрудникам. В первые годы своего существования «Ха-Мелиц» ввиду своей прогрессивности пользовался покровительством учебного ведомства. В 1861 г. попечитель Одесского учебного округа обратился к прочим попечителям с просьбой способствовать распространению этого органа по казённым еврейским училищам.
В 1871 г. «Ха-Мелиц» стал выходить в Петербурге, где вследствие разных затруднений прекратился в 1873 г. и возродился лишь в 1878 г., сохранив свою старую программу. В виде научного приложения «Ха-Мелиц», уделявший много внимания популяризации еврейской науки, печатал ценные исследования А. Я. Гаркави под общим заглавием «Меассеф Ниддахим» (מאסף נדחימ), об эпохе гаонов, ο хазарах, ο караимском движении и т. д. Вследствие доноса журнал был приостановлен цензурой на 5 месяцев (с ноября 1879 г. по апрель 1880 г.). В этом году в редакцию вступил Л. О. Гордон, печатавший, помимо публицистических статей, фельетоны и рассказы. В 1883 в редакцию вступил С. Фридберг, Гордон же вскоре оставил её. В восьмидесятые годы, когда после событий 1881—82 гг. вопрос ο просвещении и ο реформе религии отступил на задний план и еврейская литература сосредоточила своё внимание на национальной идее и эмиграционном вопросе, «Ха-Мелиц» сначала стал в оппозицию к палестинскому движению. Вскоре, однако, «Ха-Мелиц» переменил свою точку зрения и выступил поборником палестинофильства, посвящая публицистический отдел почти целиком разработке палестинского движения и национальной идеи.
В 1886 г. Фридберг вышел из редакции, а Гордон вступил в неё, заняв место официального редактора. Хотя Гордон относился к палестинскому движению холодно, «Ха-Мелиц», начавший в том году выходить ежедневно, продолжал, однако, быть выразителем национальных стремлений евреев. В сентябре 1889 г. Гордон вторично оставил редакцию. В 1893 году, после смерти Цедербаума, «Ха-Мелиц» некоторое время не выходил, а затем перешёл к Леону Рабиновичу, принимавшему участие в органе ещё при жизни Цедербаума. В последние годы своего существования, когда влияние «Ха-Мелиц» значительно пало ввиду появления новых органов, он принял более консервативную окраску. В начале 1904 г. «Ха-Мелиц» прекратил своё существование.
В виде приложения «Ха-Мелиц» издал целый ряд сборников. В 1881 г. сборник «Когелет», קהלת; в 1883 г. «Мигданот», מגדנות; в конце 1884 г. (к выходу 1000-го № газеты) מליץ אחד מני אלף; в 1889 году «Лекет Амарим» (לקט אמרים); в 1893 году «Арбаа Maмарим» (ארבעה מאמרים). Под редакцией Рабиновича появились сборники: «Гаекев» (היקב) в 1894 г., «Гаосем» (האסם), и «Гагат», הגת, в 1897 г., «Гаган» (הגן) в 1899 г. и «Гамеассеф» (המאסף) в 1902 г. В этих сборниках имеются некоторые ценные работы.

Согласно ЕЭБЕ:

Гамелиц занимает в истории древнееврейской литературы весьма почетное место. Он является <…> важным источником по истории политического и культурного развития евреев в России.